# Hans eneste datter
Hans eneste datter er en amerikansk stumfilm fra 1917 af J. Searle Dawley.

## Medvirkende
- Marguerite Clark som Marion Morgan
- Frank Losee som John Morgan
- Richard Barthelmess som Robert Wentworth
- Kathryn Adams som Lucille Haines
- Maggie Fisher som Mrs. Haines